# Otfrid Mittmann
Otfrid Mittmann (auch: Otfried Mittmann; * 27. Dezember 1908 in Ruda, Provinz Schlesien; † 10. August 1998) war ein deutscher Biostatistiker, der in der Zeit des Nationalsozialismus über genetische Fragen veröffentlichte.

## Leben
Mittmanns Vater war Volksschullehrer. Nach dem Abitur 1927 in Stettin studierte Mittmann  Volkswirtschaftslehre, Mathematik und speziell mathematische Statistik sowie mathematische Analysis an den Universitäten Göttingen und Leipzig. 1935 wurde er an der Universität Göttingen promoviert (bei Hans Georg Münzner und Alfred Kühn). Die Dissertation befasste sich mit mathematischen Fragen der Genetik (Mathematisch-statistische Untersuchungen zur Erforschung fließender Merkmale). Mittmann war bereits zum 1. Oktober 1929 der NSDAP beigetreten (Mitgliedsnummer 163.505). Er veröffentlichte Aufsätze zur Eugenik und über die von den Nationalsozialisten auf diesem Gebiet ausgeübten Zwangsmaßnahmen in der Zeitschrift Deutsche Mathematik.
Mittmann veröffentlichte auch nach dem Zweiten Weltkrieg und dem Ende der Nazizeit in Medizinstatistik, so 1964 über die Häufigkeit von Bronchialkarzinomen in Nordrhein-Westfalen, wobei die Autoren keinen Zusammenhang mit Zigarettenkonsum feststellen konnten, und noch 1968. In seiner Veröffentlichung von 1964 wird er als Biostatistiker an der Universität Bonn bezeichnet.

## Schriften
- Ausschaltung von Merkmalsträgern von der Fortpflanzung und die Gegenwirkung des Faktorenaustausches im Falle des zweipaarigen Erbgangs, Deutsche Mathematik, Band 1, 1936, S. 38f.
- Zur Austilgung einer vererbbaren Eigenschaft bei Merkmalen mit übergreifenden Erscheinungsformen (Fall des einpaarigen Erbgangs), Deutsche Mathematik, Band 1, 1936, S.  149–155.
- Über die Schnelligkeit der relativen Vermehrung vorteilhafter Mutationen, Nachrichten Ges. Wiss. Göttingen, 1936, S. 107–127
- Die Erfolgsaussichten von Auslesemaßnahmen im Kampf gegen die Erbkrankheiten, Deutsche Mathematik, Band 2, 1937, S. 32–55.
- Über die Schnelligkeit der Ausmerze von Erbkrankheiten durch Sterilisation, Deutsche Mathematik, Band 2, 1937, S. 709–721.
- Erbbiologische Fragen in mathematischer Behandlung, De Gruyter 1940
- Theoretische Erbprognose und Gattenwahl, Deutsche Mathematik, Band 5, 1940, S. 328–337.
- Funktionale Zusammenhänge zwischen Zygotenwahrscheinlichkeiten, Deutsche Mathematik, Band 5, 1941, S. 563–570.